# Ardaxir-Cuarrá
Ardaxir-Cuarrá (em persa médio: Arđaxšēr-Xwarra; em árabe: Ardashir-Khwarrah; lit. "glória de Artaxer") foi uma das quatro (mais tarde cinco) divisões administrativas da província sassânida de Pérsis. As outras eram: eram Xapur-Cuarrá, Estacar e Darabeguerde, enquanto uma quinta chamada Arrajã foi fundada no início do século VI por Cavades I.

## História

Pérsis sassânida

Ardaxir-Cuarrá foi fundada pelo primeiro xainxá sassânida Artaxer I (r. 224–242), que na mesma época também fundou sua capital, Gor. Embora algumas fontes afirmem que a capital foi estabelecida após a vitória de Artaxer em 244 sobre o xainxá arsácida Artabano IV, evidências arqueológicas confirmam que foi estabelecida antes da batalha. Em Gor, Artaxer construí uma torre zoroastrista chamada Terbal, que era semelhante a uma estopa budista. Além disso, também construiu um templo do fogo que o historiador árabe do século X Almaçudi teria visitado.
No início do século V, uma ponte foi construída em Gor pelo ministro sassânida (grão-framadar) Mir-Narses, que era nativo de Abruvã, um subdistrito em Ardaxir-Cuarrá. Uma inscrição também foi escrita na ponte, que diz: "Esta ponte foi construída por ordem de Mir-Narses, grão-framadar, pelo bem de sua alma e às suas próprias custas (...) esta travessia." Além disso, também fundou quatro aldeias com um templo do fogo em cada uma delas. O nome dos templos do fogo eram: Faraz-mara-auar-cuadaia, Zuruandadã, Cardadã e Magusnaspã. Construiu um quinto templo do fogo em Abruvã, que pode ter sido o templo do fogo de Barim que o geógrafo persa do século X Alistacri visitou e afirmou que tinha uma inscrição que afirmava que 30 mil dirrãs foram gastos para sua construção. Algum tempo antes de 540, uma diocese foi estabelecida em Gor.
Em ca. 644, durante a conquista muçulmana da Pérsia, um dos subdistritos de Ardaxir-Cuarrá, Tavaz, foi apreendido por Alalá ibne Alhadrami, que posteriormente enviou Hormuz ibne Haiane Alabedi para capturar Siniz, que conseguiu com sucesso. Em 649/50, Abedalá ibne Amir fez uma tentativa frustrada de capturar Gor. Em 650/1, o último xainxá sassânida Isdigerdes III (r. 632–651) foi a Gor para planejar uma resistência organizada contra os árabes, mas depois de receber a notícia da queda de Estacar e fugiu à Carmânia. Os árabes então rapidamente tomaram Gor, Sirafe e o resto de Pérsis.